# Parodomyiops thelairodops
Parodomyiops thelairodops là một loài ruồi trong họ Tachinidae.